# Iron Ladies of Liberia
Iron Ladies of Liberia es un documental producido de forma independiente que brinda acceso entre bastidores al primer año de gobierno de la presidenta Ellen Johnson-Sirleaf, la primera presidenta de África.

## Sinopsis
La película comienza con la narración de la periodista Siatta Scott Johnson sobre la inauguración de Johnson-Sirleaf el 16 de enero de 2006. Entre los distinguidos invitados que asistieron se encuentran la entonces primera dama de los Estados Unidos, Laura Bush, la secretaria de Estado Condoleezza Rice y el presidente sudafricano Thabo Mbeki. Ellen Johnson Sirleaf es la primera mujer jefa de estado libremente elegida en África.
Momentáneamente se muestran imágenes de archivo de los eventos en Liberia durante los 14 años de guerra civil: escenas de ejecuciones públicas, niños soldados y víctimas mutiladas, escenas que se repiten brevemente a lo largo del documental. Luego se muestra el gabinete presidencial, Sirleaf nombra mujeres en altos puestos administrativos apodadas "las Damas de Hierro"; Beatrice Munah Sieh es nombrada jefa de policía nacional, Antoinette Sayeh es nombrada Ministra de Finanzas, la ministra de Justicia y la ministra de Comercio también son mujeres.
Johnson-Sirleaf revela la posición de desventaja de Liberia, habiendo heredado instituciones débiles como resultado de la guerra civil, por ejemplo; el Ministerio de Hacienda es sistemáticamente corrupto y tiene un presupuesto muy reducido, y la policía carece de recursos básicos como armas. En cuanto a la corrupción, Johnson-Sirleaf tiene la intención de tener tolerancia cero. Se muestran imágenes externas del legado de la guerra civil del expresidente Charles Taylor. La presidenta lamenta que los leales a Taylor sean una amenaza constante para la estabilidad del país.
Siatta Scott Johnson investiga la opinión pública con respecto a los dos gobiernos y encuentra un sentimiento dividido entre la gente. En sus esfuerzos por tomar decisiones inclusivas, la mandataria se reúne con exlíderes rebeldes y otros líderes de la oposición en reuniones sobre el estado de la nación. A pesar de sus esfuerzos por lograr la inclusión, Edwin Snowe, quien fue elegido portavoz de la Cámara de Representantes el mismo día que ella asumió el cargo, es visto como un crítico abierto de la presidenta, que busca incansablemente aliados políticos para pedir su destitución.

## Contexto histórico
Históricamente, en la década de 1980 Johnson-Sirleaf desafió al régimen militar del dictador Samuel Doe. Envió $ 10 000 a Charles Taylor para apoyar la rebelión del infame señor de la guerra, el Frente Patriótico Nacional de Liberia (NPFL). Su apoyo a Taylor fue táctico, Taylor afirmó que su objetivo era invadir Monrovia para destituir a Samuel Doe de su cargo y vengar la muerte de cientos de personas de los grupos étnicos Gio y Mano.
En un giro de los acontecimientos se hizo evidente que Taylor quería apoderarse de Liberia, por lo que esto dividió el NPFL en tres facciones diferentes; fuerzas que lo apoyaban, fuerzas que apoyaban a Price Yormi y fuerzas leales a Doe. Charles Taylor fue responsable de una guerra civil más destructiva que el régimen de Samuel Doe. Aunque ella se ha disculpado desde entonces por su "error de juicio" y ha dicho que "cuando se conoció la verdadera naturaleza de las intenciones del Sr. Taylor, no hubo más críticos apasionados ni oponentes fuertes para él en un proceso democrático”.
Doe fue asesinado el 9 de septiembre de 1990 por las fuerzas de Johnson. Posteriormente, ningún grupo rebelde en particular fue lo suficientemente fuerte como para llenar el vacío político. El sangriento conflicto se prolongó hasta 1996, cuando la Comunidad Económica de Estados de África Occidental (CEDEAO) negoció un acuerdo de paz y fijó elecciones para 1997. Taylor ganó las elecciones con el 75% de los votos. A pesar de esta paz temporal, la guerra civil estalló nuevamente cuando los grupos de oposición comenzaron a luchar para expulsarlo del gobierno. La segunda guerra civil de Liberia terminó en 2003 con la acusación de Taylor por un tribunal respaldado por la ONU y su posterior exilio a Nigeria. Al final de 14 años de guerra civil, aproximadamente tres cuartas partes de la población vive con menos de 1 dólar al día, y hasta el 85% de la población liberiana está desempleada, esta es la situación que heredó el gobierno de Johson-Sirleaf.

## Recepción
La película recibió críticas generalmente positivas, el sitio web del agregador de reseñas Rotten Tomatoes mostró un 56% positivo y una calificación de 3.5/5 de 232 reseñas. Richard Propes, del Independent Critic, consideró que “'Iron Ladies of Liberia' es un retrato de la presidenta desde dentro... esa es tanto su fortaleza como su mayor debilidad. Si bien se hizo con la cooperación de Sirleaf Johnson, a menudo se siente como un retrato dibujado intencionalmente destinado a mostrarla de la manera más positiva posible". Probes concluye que “'se siente, a veces, fuera de equilibrio. Si bien el cineasta, un conocido de la presidenta, esencialmente juega el papel de observador del primer año de liderazgo de Sirleaf Johnson, lo que le falta es una mirada más holística a Sirleaf Johnson y la nación que lidera.”
Angus Wolfe Murray de Eye for Film ofrece una reseña con un punto de vista diferente: está bien que no cubra todos los problemas, porque muestra los que tiene que enfrentar Ellen: corrupción endémica, un ejército desmovilizado en huelga, caos y el desorden en las calles, las manipulaciones de la vieja élite política, todavía aferrándose al poder con sus riquezas malversadas. No muestra a los pescadores en canoas, remando sobre olas altas para desafiar el océano, o la difícil situación de más de medio millón de refugiados que regresan[…] no es necesario. Liberia es demasiado para que la mayoría de la gente lo comprenda…. Dice lo suficiente sobre los problemas para que pueda pensar. El consenso en whydemocracy.net es paralelo a este sentimiento en el sentido de que “reconstruir una nación después de 14 años de guerra civil no es fácil. La gente anhela un cambio, pero el gobierno solo puede cumplir después de superar los obstáculos de la burocracia internacional[…]. La película enseña al espectador a apreciar no solo el arduo trabajo de Ellen Johnson-Sirleaf, sino también el de los nuevos gobiernos en todas partes”.
La académica y activista Obioma Nneaemeka identifica un compromiso feminista emergente particular en los países africanos que es evidente en esta película. Nneameka nombra esta forma específica de feminismo como "nego-feminismo", donde el prefijo, nego, significa negociación y la eliminación de la justicia propia inquebrantable, o "no ego". En este sentido, este compromiso feminista está profundamente arraigado en la humildad sin parecer dócil. Nnaemeka explica que esta práctica feminista “sabe cuándo, dónde y cómo detonar minas terrestres patriarcales; también sabe cuándo, dónde y cómo negociar o negociar en torno al patriarcado en diferentes contextos". Con ese fin, el nego-feminismo es fundamental para las maniobras políticas de Johnson-Sirleaf.
El crítico de cine Astride Charles elogia el documental por “rejuvenecer el debate sobre la política monetaria internacional y la forma en que se enmarcan los problemas económicos y sociales de África. En lugar de centrarse de manera miope en la pobreza extrema en África, investiga algunas de las razones por las que las naciones africanas no prosperan con sus propios recursos naturales”. Además, Charles señala que “también ofrece una visión amplia del liderazgo y la dinámica de género en los países africanos. A través de la tangibilidad de un documental, transmite promesas para los países africanos en condiciones neocoloniales.”

## Reconocimientos
- The Iron Ladies of Liberia fue nombrada la mejor película de una directora en el 15.º Festival de Cine de la Diáspora Africana.[11]